# Elemento aéreo de combate
En el Cuerpo de Marines de los Estados Unidos el elemento aéreo de combate (en inglés: Aviation Combat Element o Air Combat Element, ACE) es el arma aérea de la Fuerza de Tareas Aeroterrestre de Marines. Proporciona aeronaves de ala rotatoria, convertiplano y de ala fija, equipos de apoyo, pilotos, personal de mantenimiento, así como activos de mando y control para el comandante.

## Funciones dentro de la MAGTF
La mayoría de las aeronaves en la MAGTF se usan para proporcionar apoyo aéreo cercano o para transporte del elemento terrestre de combate o para el elemento logístico de combate, sin embargo, están disponibles para otras misiones especializadas. Las seis principales funciones incluyen: apoyo al asalto, guerra antiaérea, apoyo aéreo ofensivo, guerra electrónica, control de aeronaves y misiles y reconocimiento aéreo.

## Organización
El tamaño del elemento de aéreo varía en proporción al tamaño de la Fuerza de Tareas Aeroterrestre de Marines o (MAGTF, por sus siglas en inglés). Una Fuerza Expedicionaria de Marines tiene una Ala Aérea. Una Brigada Expedicionaria de Marines tiene un Grupo de Aéreo, reforzado con una variedad de escuadrones de aviación y personal de apoyo. Las diversas Unidades Expedicionarias de Marines tienen a su mando un escuadrón reforzado, con varios tipos de una mezcla de aeronaves unidas en una sola unidad conocida como escuadrón compuesto. Generalmente, las asignaciones de los MEF son permanentes, mientras que los MEB y MEU rotan sus ACE, GCE y LCE dos veces al año. Las 1.ª y 3.ª Alas Aéreas del Cuerpo de Marines son únicas en que ellas están subordinadas a la III MEF y a la I MEF, respectivamente, mientras que todas las otras unidades equivalentes con designaciones numéricas hacen juego con la MEF a la cual están asignadas.

## Jerarquía de las unidades de aviación del Cuerpo de Marines

### 1.erAla de Aviación del Cuerpo de Marines - III Fuerza Expedicionaria de Marines
| Nombre del escuadrón                                        | Insignia | Sobrenombre (en inglés) | Sobrenombre (en español)      |
| ----------------------------------------------------------- | -------- | ----------------------- | ----------------------------- |
| 1.er Escuadrón Cuartel General de Ala del Cuerpo de Marines |          | America's Finest        | Los Mejores de Estados Unidos |

#### 12.º Grupo de Aviación del Cuerpo de Marines
| Nombre del escuadrón                                                         | Insignia | Sobrenombre (inglés) | Sobrenombre (castellano) |
| ---------------------------------------------------------------------------- | -------- | -------------------- | ------------------------ |
| 12.º Escuadrón Logístico de Aviación del Cuerpo de Marines                   |          | Marauders            | Merodeadores             |
| 242.º Escuadrón de Caza y Ataque Todo Tiempo del Cuerpo de Marines           |          | Bats                 | Murciélagos              |
| 152.º Escuadrón de Transporte y Reabastecimiento Aéreo del Cuerpo de Marines |          | Sumos                | Sumos                    |
| 171.er Escuadrón de Apoyo de Ala del Cuerpo de Marines                       |          | The Sentinels        | Los centinelas           |

#### 24.º Grupo de Aviación del Cuerpo de Marines
| Nombre del escuadrón                                           | Insignia | Sobrenombre (inglés) | Sobrenombre (castellano) |
| -------------------------------------------------------------- | -------- | -------------------- | ------------------------ |
| 24.º Escuadrón Logístico del Cuerpo de Marines                 |          | Warriors             | Guerreros                |
| 362.º Escuadrón de Helicópteros Pesados del Cuerpo de Marines  |          | Ugly Angels          | Ángeles Horripilantes    |
| 363.er Escuadrón de Helicópteros Pesados del Cuerpo de Marines |          | Red Lions            | Leones Rojos             |
| 463.er Escuadrón de Helicópteros Pesados del Cuerpo de Marines |          | Pegasus              | Pegaso                   |

#### 36.º Grupo de Aviación del Cuerpo de Marines
| Nombre del escuadrón                                           | Insignia | Sobrenombre (inglés) | Sobrenombre (castellano) |
| -------------------------------------------------------------- | -------- | -------------------- | ------------------------ |
| 36.º Escuadrón Logístico de Aéreo del Cuerpo de Marines        |          | Bladerunner          | Bladerunner              |
| 262.º Escuadrón de Convertiplanos Medios del Cuerpo de Marines |          | Flying Tigers        | Tigres Voladores         |
| 265.º Escuadrón de Convertiplanos Medios del Cuerpo de Marines |          | Dragons              | Dragones                 |
| 172.o Escuadrón de Apoyo de Ala del Cuerpo de Marines          |          | Firebirds            | Pájaros de Fuego         |
| Escuadrones del UDP de la II y III MEF                         |          |                      |                          |

#### 18.º Grupo de Control Aéreo del Cuerpo de Marines
| Nombre del escuadrón                                          | Insignia | Sobrenombre (inglés) | Sobrenombre (castellano) |
| ------------------------------------------------------------- | -------- | -------------------- | ------------------------ |
| 18.º Escuadrón de Mando Aéreo Táctico del Cuerpo de Marines   |          | Death from Below     |                          |
| 4.º Escuadrón de Control Aéreo del Cuerpo de Marines          |          | Vice Squad           |                          |
| 2.º Escuadrón de Apoyo Aéreo del Cuerpo de Marines            |          | Pacific Vagabonds    |                          |
| 18.º Escuadrón de Comunicaciones de Ala del Cuerpo de Marines |          |                      |                          |

### 2.ª Ala de Aviación del Cuerpo de Marines - II Fuerza Expedicionaria de Marines
| Nombre del escuadrón                                       | Insignia | Sobrenombre (inglés) | Sobrenombre (castellano) |
| ---------------------------------------------------------- | -------- | -------------------- | ------------------------ |
| 2.º Escuadrón Cuartel General de Ala del Cuerpo de Marines |          | Snake Eyes The Deuce | Ojos de Serpiente El Dos |

#### 14.º Grupo de Aviación del Cuerpo de Marines
| Nombre del escuadrón                                                                | Insignia | Sobrenombre (inglés)  | Sobrenombre (castellano)    |
| ----------------------------------------------------------------------------------- | -------- | --------------------- | --------------------------- |
| 14.º Escuadrón Logístico Aéreo del Cuerpo de Marines                                |          | Dragons               | Dragones                    |
| 1.er Escuadrón de Entrenamiento de Guerra Electrónica Táctica del Cuerpo de Marines |          | Banshee               | Alma en Pena                |
| 2.º Escuadrón de Guerra Electrónica Táctica del Cuerpo de Marines                   |          | Jesters               | Bufones                     |
| 3.er Escuadrón de Guerra Electrónica Táctica del Cuerpo de Marines                  |          | Moon Dogs             | Perros Lunares              |
| 4.º Escuadrón de Guerra Electrónica Táctica del Cuerpo de Marines                   |          | Seahawks              | Hálcones Marinos            |
| 203.er Escuadrón de Entrenamiento de Ataque del Cuerpo de Marines                   |          | Hawks                 | Hálcones                    |
| 223.er Escuadrón de Ataque del Cuerpo de Marines                                    |          | Bulldogs              | Bulldogs                    |
| 231.er Escuadrón de Ataque del Cuerpo de Marines                                    |          | Ace of Spades         | As de Espadas o As de Picas |
| 252.º Escuadrón de Transporte Reabastecimiento Aéreo del Cuerpo de Marines          |          | Otis                  | Otis                        |
| 542.º Escuadrón de Ataque del Cuerpo de Marines                                     |          | Tigers                | Tigres                      |
| 271.er Escuadrón de Apoyo de Ala del Cuerpo de Marines                              |          | Workhorse of the Wing | Caballo de batalla del Ala  |

#### 26.º Grupo de Aviación del Cuerpo de Marines
| Nombre del escuadrón                                                       | Insignia | Sobrenombre (inglés) | Sobrenombre (castellano) |
| -------------------------------------------------------------------------- | -------- | -------------------- | ------------------------ |
| 26.º Escuadrón Logístico Aéreo del Cuerpo de Marines                       |          | Patriots             | Patriotas                |
| 162.º Escuadrón Convertiplano Medio del Cuerpo de Marines                  |          | Golden Eagles        | Águilas Doradas          |
| 204.º Escuadrón de Entrenamiento Convertiplano Medio del Cuerpo de Marines |          | Raptors              | Ráptores                 |
| 261.er Escuadrón Convertiplano Medio del Cuerpo de Marines                 |          | Raging Bulls         | Toros Furiosos           |
| 263.er Escuadrón Convertiplano Medio del Cuerpo de Marines                 |          | Thunder Chicken      | Pollos Tronadores        |
| 264.º Escuadrón Convertiplano Medio del Cuerpo de Marines                  |          | Black Knights        | Caballeros Negros        |
| 266.º Escuadrón Convertiplano Medio del Cuerpo de Marines                  |          | Fighting Griffins    | Grifos Luchadores        |
| 365.º Escuadrón Convertiplano Medio del Cuerpo de Marines                  |          | Blue Knights         | Caballeros Azules        |
| 272.º Escuadrón de Apoyo de Ala del Cuerpo de Marines                      |          | Untouchables         | Intocables               |

#### 29.º Grupo de Aviación del Cuerpo de Marines
| Nombre del escuadrón                                                     | Insignia | Sobrenombre (inglés) | Sobrenombre (castellano) |
| ------------------------------------------------------------------------ | -------- | -------------------- | ------------------------ |
| 29.º Escuadrón Logístico Aéreo del Cuerpo de Marines                     |          | Wolverines           | Glotones                 |
| 167.º Escuadrón de Helicópteros de Ataque Ligeros del Cuerpo de Marines  |          | Warriors             | Guerreros                |
| 269.º Escuadrón de Helicópteros de Ataque Ligeros del Cuerpo de Marines  |          | Gunrunners           |                          |
| 302.º Escuadrón de Entrenamiento de Helicópteros del Cuerpo de Marines   |          | Phoenix              | Fénix                    |
| 366.º Escuadrón de Helicópteros Pesados del Cuerpo de Marines            |          | Hammerheads          | Cabezas de Martillo      |
| 461.er Escuadrón de Helicópteros Pesados del Cuerpo de Marines           |          | Ironhorse            | Caballo de Hierro        |
| 464.º Escuadrón de Helicópteros Pesados del Cuerpo de Marines            | >        | Condors              | Cóndores                 |
| 467.º Escuadrón de Helicópteros de Ataque Ligeros ddel Cuerpo de Marines |          | Sabers               | Sables                   |
| 274.º Escuadrón de Apoyo de Ala del Cuerpo de Marines                    |          | Ironmen              | Hombres de Hierro        |

#### 31.er Grupo de Aviación del Cuerpo de Marines
| Nombre del escuadrón                                                     | Insignia | Sobrenombre (inglés) | Sobrenombre (castellano) |
| ------------------------------------------------------------------------ | -------- | -------------------- | ------------------------ |
| 31.er Escuadrón Logístico Aéreo del Cuerpo de Marines                    |          | Stingers             | Aguijones                |
| 115.º Escuadrón de Caza y Ataque del Cuerpo de Marines                   |          | Silver Eagles        | Águilas de Plata         |
| 122.º Escuadrón de Caza y Ataque del Cuerpo de Marines                   |          | Werewolves           | Hombres Lobos            |
| 224.º Escuadrón de Caza y Ataque Todo Tiempo del Cuerpo de Marines       |          | Bengals              | Bengalíes                |
| 251.er Escuadrón de Caza y Ataque del Cuerpo de Marines                  |          | Thunderbolts         |                          |
| 312.º Escuadrón de Caza y del Cuerpo de Marines                          |          | Checkerboards        | Tablero de Ajedrez       |
| 501.er Escuadrón de Entrenamiento de Caza y Ataque del Cuerpo de Marines |          | Warlords             | Señores de la Guerra     |
| 533.er Escuadrón de Caza y Ataque Todo Tiempo del Cuerpo de Marines      |          | Hawks                | Halcones                 |
| 273.er Escuadrón de Apoyo de Ala del Cuerpo de Marines                   |          | Sweathogs            | Cerdos Sudorosos         |

#### 28.º Grupo de Control Aéreo del Cuerpo de Marines
| Nombre del escuadrón                                                  | Insignia | Sobrenombre (inglés) | Sobrenombre (castellano) |
| --------------------------------------------------------------------- | -------- | -------------------- | ------------------------ |
| 28.º Escuadrón de Comando Aéreo Táctico del Cuerpo de Marines         |          |                      |                          |
| 2.º Escuadrón de Control Aéreo del Cuerpo de Marines                  |          | Eyes of the MAGTF    | Los Ojos del MAGTF       |
| 1.er Escuadrón de Apoyo Aéreo del Cuerpo de Marines                   |          | Nomads               | Nómadas                  |
| 28.º Escuadrón de Comunicaciones de Ala del Cuerpo de Marines         |          | Spartans             | Espartanos               |
| 2.º Batallón de Defensa Aérea de Baja Altitud                         |          | Death from Below     | Muerte desde Abajo       |
| 2.º Escuadrón de Vehículos Aéreos No Tripulados del Cuerpo de Marines |          | Night Owls           | Búhos Nocturnos          |

### 3.ª Ala de Aviación del Cuerpo de Marines - I Fuerza Expedicionaria de Marines
| Nombre del escuadrón                                        | Insignia | Sobrenombre (inglés) | Sobrenombre (castellano) |
| ----------------------------------------------------------- | -------- | -------------------- | ------------------------ |
| 3.er Escuadrón Cuartel General de Ala del Cuerpo de Marines |          |                      |                          |

#### 11.ᵉʳ Grupo Aéreo del Cuerpo de Marines
| Nombre del escuadrón                                                       | Insignia | Sobrenombre (inglés) | Sobrenombre (castellano) |
| -------------------------------------------------------------------------- | -------- | -------------------- | ------------------------ |
| 11.er Escuadrón Logístico Aéreo del Cuerpo de Marines                      |          | Devilfish            | Manta Raya               |
| 101.er Escuadrón de Entrenamiento de Caza y Ataque del Cuerpo de Marines   |          | Sharpshooters        | Francotiradores          |
| 121.er Escuadrón de Caza y Ataque Todo Tiempo del Cuerpo de Marines        | >        | Green Knights        | Caballeros Verdes        |
| 225.º Escuadrón de Caza y Ataque Todo Tiempo del Cuerpo de Marines         |          | Vikings              | Vikingos<                |
| 232.º Escuadrón de Caza y Ataque del Cuerpo de Marines                     |          | Red Devils           | Diablos Rojos            |
| 314.º Escuadrón de Caza y Ataque del Cuerpo de Marines                     | >        | Black Knights        | Caballero Negros         |
| 323.er Escuadrón de Caza y Ataque del Cuerpo de Marines                    | 50px]]   | Death Rattlers       |                          |
| 352.º Escuadrón de Transporte Reabastecimiento Aéreo del Cuerpo de Marines |          | Raiders              | Incursores               |

#### 13.erGrupo Aéreo del Cuerpo de Marines
| Nombre del escuadrón                                          | Insignia | Sobrenombre (inglés) | Sobrenombre (castellano)      |
| ------------------------------------------------------------- | -------- | -------------------- | ----------------------------- |
| 13.er Escuadrón Logístico de Aviación de Infantería de Marina |          | Black Widows         | Viudas Negras                 |
| 211.er Escuadrón de Ataque de Infantería de Marina            |          | Wake Island Avengers | Vengadores de la Isla de Wake |
| 214.º Escuadrón de Ataque de Infantería de Marina             |          | Black Sheep          | Ovejas Negras                 |
| 311.er Escuadrón de Ataque de Infantería de Marina            |          | Tomcats              | Juerga de Solteros            |
| 513.º Escuadrón de Ataque de Infantería de Marina             |          | Flying Nightmares    | Pesadillas Voladoras          |

#### 16.º Grupo de Aviación del Cuerpo de Marines
| Nombre del escuadrón                                           | Insignia | Sobrenombre (inglés) | Sobrenombre (castellano) |
| -------------------------------------------------------------- | -------- | -------------------- | ------------------------ |
| 16.º Escuadrón Logístico Aéreo del Cuerpo de Marines           |          | Forerunners          | Precursores              |
| 161.er Escuadrón Convertiplano Medio del Cuerpo de Marines     |          | Greyhawks            | Halcones Grises          |
| 163.er Escuadrón Convertiplano Medio del Cuerpo de Marines     |          | Ridge Runners        |                          |
| 165.º Escuadrón Convertiplano Medio del Cuerpo de Marines      |          | White Knights        | Caballeros Blancos       |
| 166.º Escuadrón Convertiplano Medio del Cuerpo de Marines      |          | Sea Elk              | Alce Marino              |
| 361.er Escuadrón de Helicópteros Pesados del Cuerpo de Marines |          | Flying Tigers        | Tigres Voladores         |
| 462.º Escuadrón de Helicópteros Pesados del Cuerpo de Marines  |          | Heavy Haulers        | Camioneros Pesados       |
| 465.º Escuadrón de Helicópteros Pesados del Cuerpo de Marines  |          | Warhorse             | Caballo de Guerra        |
| 466.º Escuadrón de Helicópteros Pesados del Cuerpo de Marines  | >        | Wolfpack             | Manada de Lobos          |

#### 39.º Grupo de Aviación del Cuerpo de Marines
| Nombre del escuadrón                                                                      | Insignia | Sobrenombre (inglés) | Sobrenombre (castellano) |
| ----------------------------------------------------------------------------------------- | -------- | -------------------- | ------------------------ |
| 39.º Escuadrón Logístico Aéreo del Cuerpo de Marines                                      |          | Hellhounds           | Sabuesos Infernales      |
| 164.º Escuadrón de Entrenamiento de Helicópteros Medios del Cuerpo de Marines             |          | Knightriders         |                          |
| 169.º Escuadrón de Helicópteros de Ataque Ligeros del Cuerpo de Marines                   |          | Vipers               | Víboras                  |
| 267.º Escuadrón de Helicópteros de Ataque Ligeros del Cuerpo de Marines                   |          | Stingers             | Aguijones                |
| 268.º Escuadrón de Helicópteros Medios del Cuerpo de Marines                              |          | Red Dragons          | Dragones Rojos           |
| 303.er Escuadrón de Entrenamiento de Helicópteros de Ataque Ligeros del Cuerpo de Marines |          | Atlas                | Atlas                    |
| 364.º Escuadrón de Helicópteros Medios del Cuerpo de Marines                              |          | Purple Foxes         | Zorros Púrpuras          |
| 367.º Escuadrón de Helicópteros de Ataque Ligeros del Cuerpo de Marines                   |          | Scarface             | Cara Cortada             |
| 369.º Escuadrón de Helicópteros de Ataque Ligeros del Cuerpo de Marines                   |          | Gunfighters          | Pistoleros               |
| 469.º Escuadrón de Helicópteros de Ataque Ligeros del Cuerpo de Marines                   |          | Vengeance            | Venganza                 |

#### 38.º Grupo de Control Aéreo del Cuerpo de Marines
| Nombre del escuadrón                                                   | Insignia | Sobrenombre (inglés) | Sobrenombre (castellano) |
| ---------------------------------------------------------------------- | -------- | -------------------- | ------------------------ |
| 38.º Escuadrón de Comando Aéreo Táctico del Cuerpo de Marines          |          |                      |                          |
| 1.er Escuadrón de Control Aéreo del Cuerpo de Marines                  |          | Falconers            |                          |
| 3.er Escuadrón de Apoyo Aéreo del Cuerpo de Marines                    |          | Blacklist            | Lista Negra              |
| 38.º Escuadrón de Comunicaciones de Ala del Cuerpo de Marines          |          | Red Lightning        | Relámpago Rojo           |
| 3.er Batallón de Defensa Aérea de Baja Altitud                         |          | Stingers             | Aguijones                |
| 1.er Escuadrón de Vehículos Aéreos No Tripulados del Cuerpo de Marines |          | Watchdogs            | Perros Guardianes        |
| 3.er Escuadrón de Vehículos Aéreos No Tripulados del Cuerpo de Marines |          | Phantoms             | Fantasmas                |

### 4.ª Ala de Aviación del Cuerpo de Marines - Reserva del Cuerpo de Marines
| Nombre del escuadrón                                                   | Insignia | Sobrenombre (inglés) | Sobrenombre (castellano) |
| ---------------------------------------------------------------------- | -------- | -------------------- | ------------------------ |
| 4.º Grupo de Apoyo de Entrenamiento de Ala Aérea del Cuerpo de Marines |          |                      |                          |

#### 41.er Grupo de Aviación del Cuerpo de Marines
| Nombre del escuadrón                                                       | Insignia | Sobrenombre (inglés) | Sobrenombre (castellano) |
| -------------------------------------------------------------------------- | -------- | -------------------- | ------------------------ |
| 41.er Escuadrón Logístico Aéreo del Cuerpo de Marines                      |          | Desperados           |                          |
| 112.º Escuadrón de Caza y Ataque del Cuerpo de Marines                     |          | Cowboys              | Vaqueros                 |
| 234.º Escuadrón de Transporte Reabastecimiento Aéreo del Cuerpo de Marines |          | Rangers              |                          |
| 401.er Escuadrón de Entrenamiento de Caza del Cuerpo de Marines            |          | Snipers              | Francotiradores          |
| 764.º Escuadrón de Helicópteros Medios del Cuerpo de Marines               |          | 'Moonlight           | Luz de Luna              |

#### 49.º Grupo de Aviación del Cuerpo de Marines
| Nombre del escuadrón                                                       | Insignia | Sobrenombre (inglés) | Sobrenombre (castellano) |
| -------------------------------------------------------------------------- | -------- | -------------------- | ------------------------ |
| 49.º Escuadrón Logístico Aéreo del Cuerpo de Marines                       |          | Magicians            | Magos                    |
| 452.º Escuadrón de Transporte Reabastecimiento Aéreo del Cuerpo de Marines |          | Yankees              |                          |
| 772.º Escuadrón de Helicóptero Pesados del Cuerpo de Marines               |          | Hustler              | Estafadores              |
| 773.er Escuadrón de Helicópteros de Ataque Ligeros del Cuerpo de Marines   |          | Red Dogs             | Perros Rojos             |
| 774.º Escuadrón de Helicópteros Medios del Cuerpo de Marines               |          | Wild Goose           | Ganso Salvaje            |

#### 48.º Grupo de Control Aéreo del Cuerpo de Marines
| Nombre del escuadrón                                          | Insignia | Sobrenombre (inglés) | Sobrenombre (castellano) |
| ------------------------------------------------------------- | -------- | -------------------- | ------------------------ |
| 48.º Escuadrón de Comando Aéreo Táctico del Cuerpo de Marines |          |                      |                          |
| 23.er Escuadrón de Control Aéreo del Cuerpo de Marines        |          |                      |                          |
| 24.º Escuadrón de Control Aéreo del Cuerpo de Marines         |          |                      |                          |
| 6.º Escuadrón de Apoyo Aéreo del Cuerpo de Marines            | >        | Lighthouse           |                          |
| 48.º Escuadrón de Comunicaciones de Ala del Cuerpo de Marines |          | Roar                 |                          |

#### 47.º Grupo de Apoyo de Ala del Cuerpo de Marines
| Nombre del escuadrón                                   | Insignia | Sobrenombre (inglés) | Sobrenombre (castellano) |
| ------------------------------------------------------ | -------- | -------------------- | ------------------------ |
| 471.er Escuadrón de Apoyo de Ala del Cuerpo de Marines |          |                      |                          |
| 472.º Escuadrón de Apoyo de Ala del Cuerpo de Marines  |          | Dragons              | Dragones                 |
| 473.er Escuadrón de Apoyo de Ala del Cuerpo de Marines |          |                      |                          |